# Apeadeiro de Aguieira
O Apeadeiro de Aguieira é uma gare do Ramal de Aveiro, que serve a povoação de Aguieira, no Distrito de Aveiro, em Portugal.

## Descrição

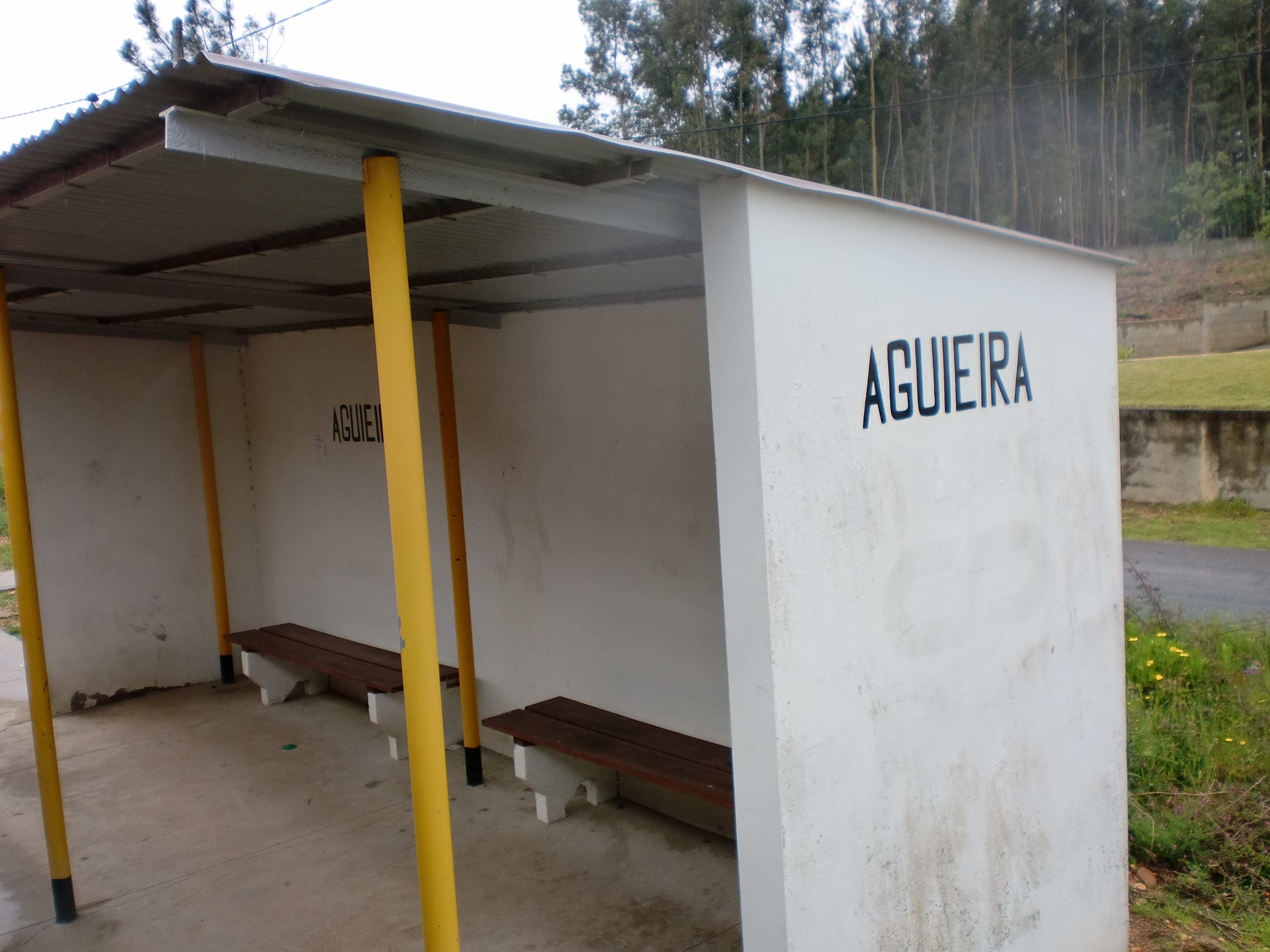
O apeadeiro de Aguieira, em 2010.

### Serviços
Em dados de 2022, esta interface é servida por comboios de passageiros da C.P. de tipo regional, com dez circulações diárias em cada sentido, entre Aveiro e Sernada do Vouga (duas destas encurtadas a Macinhata do Vouga); como habitual nos apeadeiros desta linha, trata-se de uma paragem condicional, devendo os passageiros avisar antecipadamente o revisor para desembarques e assinalar da plataforma ao maquinista para embarques.

## História
Esta interface faz parte do lanço entre as Albergaria-a-Velha e Aveiro da rede ferroviária do Vouga, que foi inaugurado em 8 de Setembro de 1911, tendo sido construído pela Compagnie Française pour la Construction et Exploitation des Chemins de Fer à l'Étranger. Em Novembro de 1915, estava prevista a reabertura da Paragem de Aguieira, que nessa altura estava encerrada. No entanto, só em 1918 é que voltou a entrar ao serviço. Em 1 de Janeiro de 1947, a Companhia dos Caminhos de Ferro Portugueses passou a explorar a rede ferroviária do Vouga.
Aguieira não consta ainda dos horários da Linha do Vouga em 1913 mas já sim nos de 1939, tendo sido criado entretanto. Em 1985 era ainda um ponto de paragem na linha, com infraestrutura mínima, sem plataformas nem abrigo para os passageiros — que foram mais tarde edificados.